# Hematology in Clinical Practice
Hematology in Clinical Practice, dawniej Hematologia – kwartalnik Instytutu Hematologii i Transfuzjologii wydawany przez Wydawnictwo Via Medica. Redaktorem naczelnym jest Iwona Hus. Zastępcą redaktora naczelnego jest Agnieszka Szymczyk.
W skład rady naukowej wchodzą samodzielni pracownicy naukowi z tytułem profesora lub doktora habilitowanego z Polski oraz z zagranicy. Artykuły ukazują się w języku polskim (drukowane są także abstrakty w języku angielskim).

## Stałe działy
- prace poglądowe
- opisy przypadków